# كأس أوروبا للكرة الطائرة للسيدات 1963–64
كأس أوروبا لكرة الطائرة للسيدات لعامي 1963–64 كان الإصدار الرابع من المسابقة الرسمية لأبطال الكرة الطائرة الوطنية للسيدات الأوروبيات. تنافست فيه عشر فرق، وأقيم من 14 ديسمبر 1963 إلى 7 مارس 1964. هزم ليفسكي صوفيا حامل اللقب دينامو موسكو في الدور نصف النهائي ودينامو برلين في النهائي ليصبح أول فريق غير سوفيتي يفوز بالمسابقة.

## الدور التمهيدي
| الفريق #1            | المجموع | الفريق #2   | الذهاب | الإياب |
| -------------------- | ------- | ----------- | ------ | ------ |
| ريد ستار بلغراد      | 6–2     | غلطة سراي   | 3–0    | 3–2    |
| سلوفان-أولمبيا فيينا | 0–6     | دينامو براغ | 0–3    | 0–3    |

## ربع النهائي
| الفريق #1       | المجموع | الفريق #2           | الأولى | الثانية |
| --------------- | ------- | ------------------- | ------ | ------- |
| دينامو موسكو    | 6–2     | أويبيست دوزا        | 3–0    | 3–2     |
| ليفيسكي صوفيا   | 6–1     | النجم الأحمر بلغراد | 3–0    | 3–1     |
| دينامو برلين    | 6–1     | دينامو براغ         | 3–0    | 3–1     |
| إيه زد إس وارسو | ?–?     | توركوينج سبورتس     | ?–?    | 3–0     |

## نصف النهائي
| الفريق #1    | المجموع | الفريق #2     | الذهاب | الإياب |
| ------------ | ------- | ------------- | ------ | ------ |
| دينامو موسكو | 3–3     | ليفيسكي صوفيا | 3–0    | 0–3    |
| دينامو برلين | 4–3     | AZS وارسو     | 3–0    | 1–3    |

## النهائي
| الفريق #1     | المجموع | الفريق #2    | الأولى | الثانية |
| ------------- | ------- | ------------ | ------ | ------- |
| ليفيسكي صوفيا | 4–3     | دينامو برلين | 0–3    | 3–1     |

| بطولة أوروبا لكرة الطائرة للسيدات 1963–64 البطل |
| ----------------------------------------------- |
| ليفيسكي صوفيا اللقب الأول                       |